# Akumulacja eoliczna
Akumulacja eoliczna – (inaczej akumulacja wiatrowa) najbardziej podstawową formą akumulacji eolicznej jest wydma. Jej stok zwrócony w stronę wiatru jest łagodnie nachylony, natomiast przeciwny stok jest stromy. Istnieje kilka rodzajów wydm, które powstają zależnie od kierunku i siły wiatrów, ilości materiału piaszczystego, wilgotności oraz obecności roślinności. 
- Barchany są typowe dla pustyń, na których przeważa jeden kierunek wiatru. Środek wydmy jest bardziej zwięzły i przesuwa się wolniej od ramion wydmy.
- Wydmy paraboliczne powstają na terenach o nieco większej wilgotności, gdzie roślinność lub wilgoć podłoża unieruchamia ramiona wydm.
- Wydmy nieregularne powstają przy zmiennie wiejących wiatrach. Na obszarach o dużej ilości piasku przy umiarkowanych wiatrach barchany łączą się ramionami, tworząc wydmy poprzeczne, zaś przy silnych wiatrach łączą się tworząc wydmy podłużne, biegnące zgodnie z kierunkiem wiatru.
- Ripplemarki ("zmarszczki eoliczne"), czyli równoległe piaszczyste garby w odległościach kilku centymetrów. Ich stoki są asymetryczne, podobnie jak w wydmach.